# Caupolicán el joven
Caupolicán el Joven (?-1558) fue un guerrero y toqui mapuche, —de acuerdo con Juan Ignacio Molina— fue el hijo del toqui Caupolicán.

## Biografía

### Muerte de Caupolicán
Fue nombrado toqui tras la captura y ejecución de su padre en 1558. Continuó el primer levantamiento general mapuche contra los conquistadores españoles en 1558 y comandó el ejército mapuche en la construcción del pucará de Quiapo para bloquear a García Hurtado de Mendoza de la reconstrucción de un fuerte en Arauco, completando la cadena de fortalezas para la supresión de su rebelión. En la Batalla de Quiapo los mapuche sufrieron una terrible derrota y Caupolicán el joven murió. Su sucesor como toqui fue Illangulién. El historiador Diego de Rosales dice que el toqui que llevó a Quiapo fue Lemucaguin.